# Milan Antoš (2000)
Milan Antoš (* 6. ledna 2000 Praha) je český lední hokejista, jenž hraje na postu obránce. Jeho otcem je stejnojmenný český hokejista a pozdější spolukomentátor televizních přenosů z ledního hokeje na stanici ČT sport.

## Život
V mládežnických letech hrál za pražský klub HC Letci Letňany, odkud před sezónou 2017/2018 přestoupil mezi mládež jiného celku z metropole, do Slavie. V jeho barvách během sezóny 2018/2019 prvně nastoupil i za mužský výběr. Během toho ročníku navíc nastoupil v rámci hostování za HC Kobru. Od sezóny 2019/2020 patří k základním stavebním kamenům mužského výběru Slavie.